# Piero Biggio
Piero Biggio (ur. 29 czerwca 1937 w Calasetta we Włoszech, zm. 18 kwietnia 2007) – duchowny katolicki, arcybiskup, nuncjusz apostolski.

## Życiorys
5 sierpnia 1962 otrzymał święcenia kapłańskie i został inkardynowany do diecezji Iglesias. W 1968 rozpoczął przygotowanie do służby dyplomatycznej na Papieskiej Akademii Kościelnej.
10 grudnia 1988 został mianowany przez Jana Pawła II pro-nuncjuszem apostolskim w Bangladeszu oraz arcybiskupem tytularnym Otriculum. Sakry biskupiej 25 lutego 1989 r. udzielił mu kardynał Agostino Casaroli. 
23 kwietnia 1992 został przeniesiony do nuncjatury w Chile. 
Następnie 27 lutego 1999 został przedstawicielem Watykanu w krajach skandynawskich: Szwecji, Danii, Norwegii, Finlandii i Islandii.
16 października 2004 przeszedł na emeryturę. Zmarł 18 kwietnia 2007.